# Parotomys
Parotomys é um género de roedor da família Muridae.

## Espécies
- Parotomys brantsii (A. Smith, 1834)
- Parotomys littledalei Thomas, 1918